# Bertrand Delcour
 (octobre 2020).
Si vous disposez d'ouvrages ou d'articles de référence ou si vous connaissez des sites web de qualité traitant du thème abordé ici, merci de compléter l'article en donnant les références utiles à sa vérifiabilité et en les liant à la section « Notes et références ».
Pour les articles homonymes, voir Delcour.
Bertrand Delcour, né le 11 octobre 1961 à Poitiers et mort le 9 avril 2014 à Montmorillon, est un écrivain français.

## Biographie
Parisien durant un quart de siècle, de 1980 à 2004, il est influencé par Georges Bataille, Hubert Selby, Guy Debord et les situationnistes, Sade, Restif de La Bretonne, August Strindberg, William Burroughs et Jean-Patrick Manchette, le punk rock et la néo-figuration libre en peinture. Il a publié depuis 1988 une suite de romans hallucinés et noirs, dont quelques polars, mais aussi des textes de style janséniste. Il fut un des protagonistes actifs de la Banalyse avec « l'École de Banalyse Arcueillaise » qu'il dirigea de 1986 à 1992 (« Entreprise 7891 »). Il inventa le concept d' anti-dérive.
Collaborateur des revues Psychotropes, Kanal, Digraphe (Flammarion), Crimsex, Vertige International, Opus international, Lignes Noires, Newlook, Nouvelles Nuits (Clô), Polar (Rivages), Cargo, Technikart, Les Inrockuptibles.
Pamphlétaire, il a publié nombre de plaquettes critiquant la pseudo-légitimité artistique, les « bobos » dont en 1990 il dressa le portrait dans Dégénaration spontanée.
En 1996, il publie dans la Série noire le roman Blocus solus, qui tourne autour de la figure de Guy Debord.
On[Qui ?] lui attribue également Les Rêveries du toxicomane solitaire, Éditions Allia, 1997 (réed. 2007).
Il a aidé à faire redécouvrir Georges Hyvernaud, François Augiéras, Sadegh Hedayat et Francis Poictevin (Derniers songes et Double, 1889-1891, réédités, préfacés, Ed. Safrat 1991).
Il a publié de nombreuses nouvelles assez outrées et politiquement incorrectes. Son approche des drogues et de la critique sociale radicale le situent immédiatement à la marge.

## Œuvres
- Mezcal Terminal, éditions Climats, 1988
- « Dégénération spontanée » in Homicides, éditions Black Mony, 1991
- « Un Certain malaise » in Catch My Soul, éditions l'Incertain, 1992
- William Burroughs, une ascèse chimiologique, éditions Psychotropes, 1993
- En pure perte, éditions Clô, 1994
- Pourquoi nous sommes morts, éditions Climats, 1995
- Les Sectes mercenaires, collection Le Poulpe no 17, éditions Baleine, 1996
- Zen, collection Instantanés de Polar no 38, éditions Baleine, 1996
- Blocus solus, collection Série Noire, éditions Gallimard, 1996
- François Augiéras, criblé d'astres, éditions du Rocher, 1997 (interdit de publication par Jean Chalon).
- Les Abois, éditions Climats, 1998
- Fausse donne à Lisbonne, éditions Hachette, 2000.
- Préface du roman de Tristan Ranx, Falkenstein, 2000.
- Le Baroud Andalou, éditions Hachette, 2001.
- 1709, 2009.
- La Voie est libre, 2011.